# كوسانو موتري
كوسانو موتري، (بالإنجليزية: Cusano Mutri)‏، هي (بلدية) في مقاطعة بينيفينتو في منطقة كامبانيا الإيطالية، وتقع على بعد حوالي 60 كم شمال شرق نابولي وحوالي 35 كم شمال غرب بينيفينتو.

## السكان
في سنة 1861 بلغ عدد السكان 4٬608 نسمة، وتطور العدد ليصل في سنة 2011 لـ 4٬186 نسمة.
يظهر هذا المخطط البياني تطور النمو السكاني لـ كوسانو موتري